# Дураково (Медынский район)
Дураково — деревня в Медынском районе Калужской области России, входит в состав сельского поселения «Деревня Брюхово». Прежнее название деревни Бураково происходило от слова Бурак — свекла.

## География
Находится в северо-восточной части Калужской области, на границе Медынского и Боровского районов. Находится у дороги 29Н-300 (Кременское — Никитское)
Рядом —деревни Брюхово и Свердлово.
Стоит на берегах реки Бычёк (Алеменка).

## История
В 1782 году деревня Буракова вместе селом Алемна и другим деревня принадлежала Коллегии экономии синодального правления.
По данным на 1859 год Дуракова — казённая деревня Медынского уезда, расположенная по левую сторону тракта из Медыни в Верею. В ней 18 дворов и 149 жителей.
После реформ 1861 года вошла в кременскую волость. Население в 1892 году — 168 человек, в 1913 году — 140 человек.